# Cangetta fulviceps
Cangetta fulviceps là một loài bướm đêm trong họ Crambidae.